# 新家憲
新家 憲（あらや けん、1939年2月 - 2023年6月25日）は、日本の農学者・工学者。専修大学名誉教授。元専修大学北海道短期大学学長。農学博士（北海道大学）・工学博士（東京電機大学）。北海道札幌市出身

## 略歴
1962年北海道大学農学部農業工学科卒業。1962年三菱重工業京都製作所京都製作所エンジン設計部門勤務。1969年本田技術研究所汎用開発課エンジン設計部門勤務。1971年専修大学美唄農工短期大学農業機械科講師。1972年同助教授。1980年専修大学北海道短期大学農業機械科教授。1987年専修大学北海道短期大学環境科学研究所教授。後に、専修大学北海道短期大学環境科学研究所所長。2005年専修大学名誉教授。専修大学北海道短期大学みどりの総合科学科教授。2008年専修大学北海道短期大学学長。学校法人専修大学理事。2010年専修大学北海道短期大学退職。
1982年、北海道大学より農学博士の学位を取得。学位論文の題は「流体圧送による土壌層の破壊に関する研究」。1991年、東京電機大学より工学博士の学位を取得。学位論文の題は「ヒマワリ油を燃料とするディーゼル機関の始動性の解析」。

## 受賞歴
- 1996年農業機械学会学術賞
- 1996年Friendship Award,友誼賞
- 1998年Great Wall Award,長城賞
- 2004年Friendship Award, 燕趙友誼賞[7]

## 研究領域
環境影響評価・環境政策学や、機械力学・制御、農業環境工学・農業工学、農業機械を研究。特に中国政府からの要請によりアルカリ土壌改良研究に取り組んだ。

## 主要論文
- 『流体圧送による土壌層の破壊-2-含水比の違いによる土壌破壊の違い』（農業機械学会誌 46巻4号, 1985年）
- 高鋭・常松哲と共同執筆『流体を噴出するサブソイラの最適形状-3-土壌の破壊状態に対する速度の影響』（農業機械学会誌 54巻3号 1992年）
- 『白漿土の改良』（環境科学研究所報告 8号, 2001年）
- 『白漿土の改良II』（環境科学研究所報告 8号, 2001年）